# Pernette Osingaová
Pernette Osingaová (* 1967) je bývalá nizozemská sportovní šermířka, která se specializovala na šerm kordem. Nizozemsko reprezentovala v osmdesátých a devadesátých letech. V roce 1992 obsadila třetí místo na mistrovství světa a v roce 1991 třetí místo na mistrovství Evropy v soutěži jednotlivkyň.